# Umbilicaria dichroa
Umbilicaria dichroa är en lavart som beskrevs av Nyl. Umbilicaria dichroa ingår i släktet Umbilicaria och familjen Umbilicariaceae.   Inga underarter finns listade i Catalogue of Life.